# کرامبیت
کرامبیت نوعی چاقوی کوچک اندونزیایی است که شکلی شبیه به چنگال حیوانات دارد.
گفته می شود این وسیله در اصل سلاح قوم مینانگ‌کابائو بوده و شکل آن از چنگال یک پلنگ الهام گرفته شده است
کرامبیت در ابتدا نوعی ابزارکشاورزی بوده که برای بیرون کشیدن ریشه ی گیاهان و کاشت برنج استفاده می شده

## نگارخانه

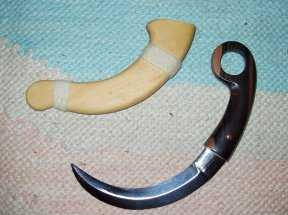
چاقوی کرامبیت